# Zamba de resurrección
«Zamba de resurrección» es una canción de la banda argentina de heavy metal Almafuerte, publicada en 1995 como el décimo y último tema del álbum debut de la banda, Mundo guanaco. Es la primera canción de música popular que Ricardo Iorio interpreta como tal en toda su carrera. La letra está escrita por él, y vale aclarar el gran aporte instrumental de Claudio Marciello, el compositor de la música.

## Letra
- Mia es la voz que lo canta,
- y es por sentir que me atrevo.
- Con las raíces que tantos olvidan,
- persiguiendo foráneos modelos.

- Tradiciones del país.
- que forjaron aquellos.
- En fortines aguantando
- el malón traicionero.

- Que bien describe José Hernández,
- en su Martín Fierro
- Digo en la zamba que hasta mí
- trajo, este guitarrero.

- Hoy, que en toda su extensión
- la patria está alambrada
- desheredados gauchos e indios
- empobrecidos reencarnan.

- Y con toda su ansiedad
- por poseer lo que aquellos,
- mueven la rueda del escolazo
- y el condenable escapismo siniestro
- Que me describe en su cotidiano
- plato de alimento.
- Miente la historia
- digo en la zamba de este guitarrero.

- Zamba que resurrección
- te darán criollas guitarras
- Yo mis decires dejo contigo,
- para honra de la raza.

- A las raíces restará olvido,
- quien guste entonarla.
- Como yo mismo
- y sin perseguirme,
- me he atrevido a hacer.